# 가미톤다정
가미톤다정(일본어: 上富田町)은 일본 와카야마현 니시무로군의 정이다.

## 지리
와카야마현 남부에 위치하며, 돈다강이 마을을 종관하고 있다. 다나베만이 근처에 있지만 바다에는 면하지 않고 다나베시와 시라하마정에 둘러싸여 있다. 기후는 쿠로시오 해류의 영향으로 온난하다.

## 역사
- 1956년 9월 30일 - 이치노세촌, 이와타촌, 아유카와촌의 일부가 합병해 가미톤다정이 성립하였다.
- 1956년 9월 30일 - 이쿠마촌, 아사고촌이 합병해 돈다가와정이 성립하였다.
- 1958년 3월 31일 - 가미톤다정과 돈다가와정의 합병으로 현재의 가미톤다정이 되었다.

## 교통

### 철도
- 서일본 여객철도 기세이 본선(기노쿠니선)
  - (← 니시무로군 시라하마정) - 앗소역 - (다나베시 →)

### 도로
- 국도 42호선
- 국도 제311호선 (일본)(일본어판)